# Conpacel
Consórcio Paulista de Papel e Celulose (conhecido pela sigla Conpacel) foi uma empresa brasileira criada em 1959 com o nome de Ripasa Papel e Celulose e sediada no município de Limeira, interior do estado de São Paulo, produtora de papel e celulose. A empresa foi por muitos anos controlada pelas famílias Zogbi Zarzur e Derani representada por Osmar Elias Zogbi. Em novembro de 2004, as empresas Suzano e a Votorantim Celulose e Papel (VCP) adquiriram por meio da Conpacel o controle da companhia pagando aos antigos controladores cerca de 720 milhões de dólares. Em 2011, a Suzano adquiriu a parte do controle da Conpacel que pertencia à Fibria (sucessora da VCP) e que em 2019 a Fibria seria vendida à Suzano.